# Grimpoteuthis pacifica
Grimpoteuthis pacifica är en bläckfiskart som först beskrevs av William Evans Hoyle 1885.  Grimpoteuthis pacifica ingår i släktet Grimpoteuthis och familjen Opisthoteuthidae. Inga underarter finns listade i Catalogue of Life.